# Bulbine fallax
Bulbine fallax là một loài thực vật có hoa trong họ Thích diệp thụ. Loài này được Poelln. miêu tả khoa học đầu tiên năm 1944.